# Manfred Mergel
Manfred Mergel (* 31. Juli 1959 in Göppingen) ist ein schwäbischer Mundartprediger und -autor.
Mergel war Pfarrer in Gärtringen (bei Böblingen), Simmozheim (bei Weil der Stadt) und seit 2014 in Aach (bei Freudenstadt); 2023 ging er in den Ruhestand und lebt in Deckenpfronn (Kreis Böblingen). Er arbeitet weiterhin ehrenamtlich als Mundartprediger. Zu seinem Dienstauftrag gehörte die Förderung von Mundartpredigten in der Evangelischen Landeskirche in Württemberg. Er wurde ab 1995 durch seine Mundartpredigten in Gärtringen und danach in Simmozheim regional bekannt, überregional durch seine jährlichen schwäbischen Erntedankfest-Gottesdienste auf dem Cannstatter Volksfest. 
Sein Redestil bewegt sich auf einer mittleren Linie des Schwäbischen, die auch von nichtschwäbischen Muttersprachlern verstanden werden kann. In den von ihm verfassten Mundartbüchern – meist schwäbische Predigten – verwendet er ausschließlich das hochdeutsche Alphabet, ohne jede Sonderzeichen. Dies bewirkt einerseits eine sehr leichte Lesbarkeit seiner Bücher. Andererseits bleibt er selbst dort bei einer hochdeutsch beeinflussten Schreibweise, wo eine schwäbisch-phonetische durchaus möglich wäre (z. B. bei der Präposition „in“, die er so schreibt, auch wenn sie schwäbisch eindeutig „en“ ausgesprochen wird).
Er ist verheiratet und hat zwei Kinder.

## Veröffentlichungen
- Das schwäbische Amen. Gärtringer Mundartpredigten. Stuttgart 1997, ISBN 3-89511-041-8.
- Der gewölbte Himmel. Texte in schwäbischer Mundart. Stuttgart 1998, ISBN 3-89511-051-5.
- Die Weihnachtsgeschichte auf schwäbisch, Nidderau 1999, ISBN 3-933575-18-4.
- Schwäbisch von Gott reden. Der Gärtringer Mundartgottesdienst. Stuttgart 2000, ISBN 3-89511-069-8.
- Bernd Jörg Diebner, Heinrich Kröger, Manfred Mergel (Hrsg.): Mundart in der Kirche. Grenzen und Möglichkeiten. Münster 2014, ISBN 978-3-643-12322-0.
- Herzenssache. Predigten auf dem Cannstatter Volksfest. Münster 2015, ISBN 978-3-643-12884-3.
- Der Charme der Langsamkeit. Mit der Postkutsche durch Oberschwaben. Silberburg-Verlag, Tübingen 2016, ISBN 978-3-8425-1467-6.